# 霍布斯島 (阿拉巴馬州)
霍布斯島（英語：Hobbs Island）是一個位於美國阿拉巴馬州麥迪遜縣的非建制地區。該地的面積和人口皆未知。

## 地理
霍布斯島的座標為34°32′13″N 86°32′05″W / 34.53694°N 86.53472°W，而該地的平均海拔高度為182米（即597英尺）。